# Paul Claudel
Paul Claudel (Villeneuve-sur-Fère, l'Aisne, 6 d'agost de 1868 - París, 23 de febrer de 1955) va ser un diplomàtic, poeta, dramaturg i assagista francès, membre de l'Acadèmia Francesa. Germà de l'escultora Camille Claudel.

## Biografia

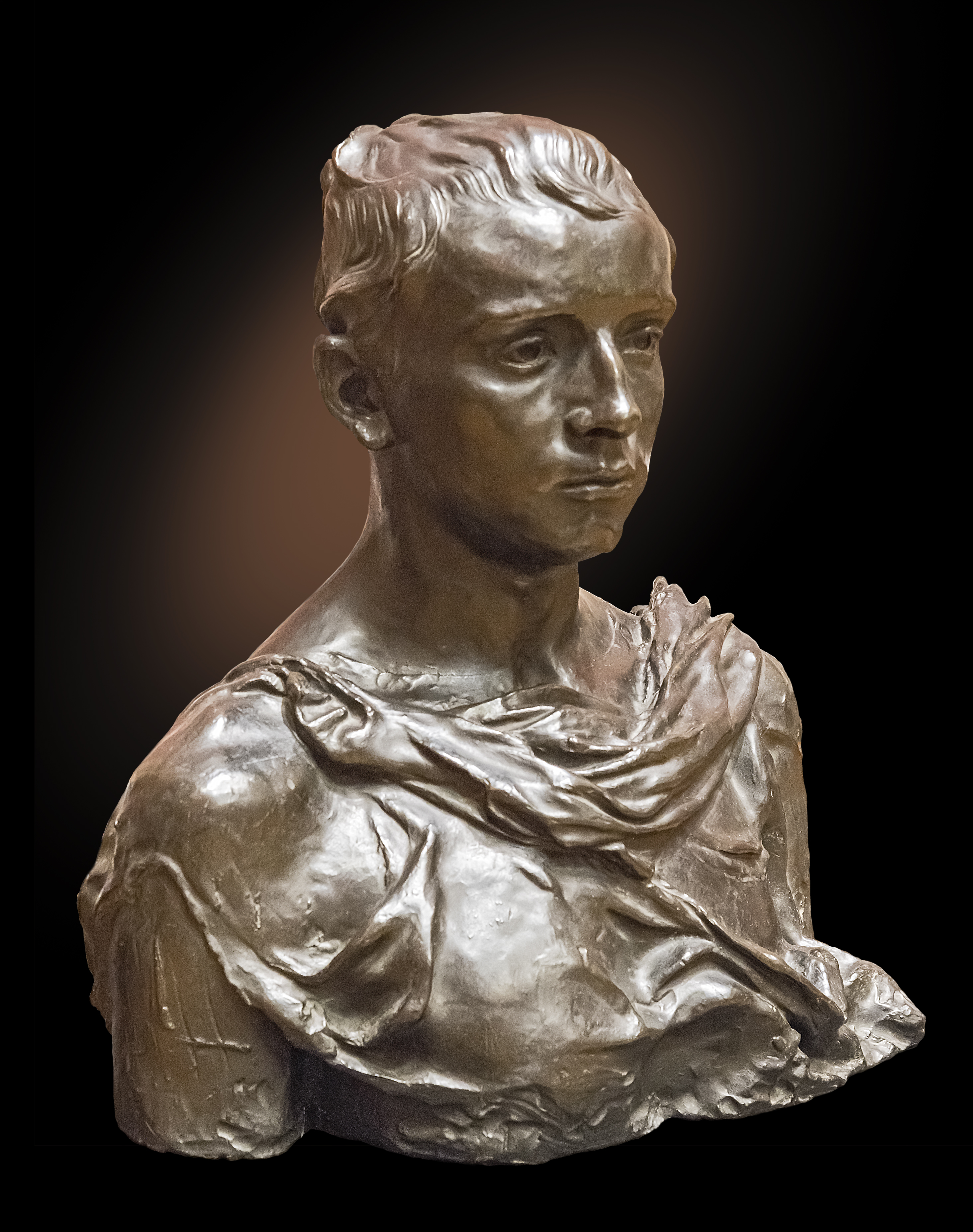
El meu germà per Camille Claudel Museu dels Agustins de Tolosa

### Joventut
Paul Louis Charles Claudel és fill de Louis-Prosper Claudel, un funcionari (cobrador del Registre), nascut a la Bresse als Vosges, i de Louise Athénaïse Cerveaux. Paul és l'únic dels germans que va néixer al poble de Villeneuve-sur-Fère, a l'antic presbiteri del poble, que des de 2018 és la Casa de Camille i Paul Claudel, i pertany a la xarxa de les Cases dels Il·lustres. La família hi va ser acollida des de 1866 pel capellà, oncle de la Senyora Claudel. Paul Claudel va créixer a Villeneuve-sur-Fère.

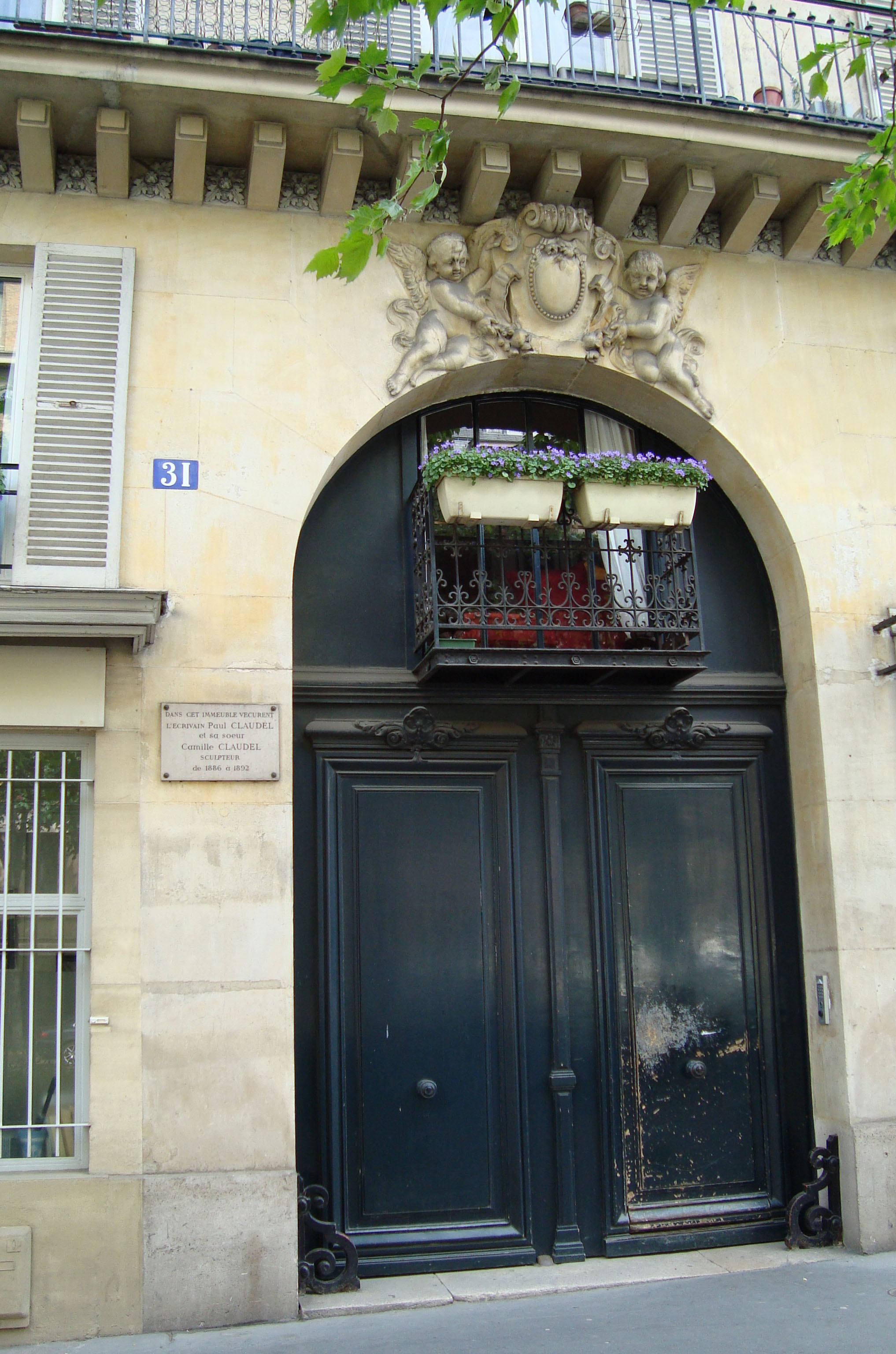
Immoble del passeig de Port-Royal on va viure la família Claudel de 1886 a 1892.

Paul és el germà petit de Louise Claudel, pianista, nascuda l'any 1866, i de l'escultora Camille Claudel, que realitzarà l'any 1884 el seu bust «el jove romà».
De 1882 a 1886 va viure a París amb la seva mare i les seves germanes, al Bulevard de Montparnasse, 135 bis. Més tard, de 1886 a 1892, ho van fer al Bulevard de Port-Royal, 31.
Va estudiar al Liceu Louis-le-Grand, on obtingué el seu batxillerat de filosofia l'any 1885. Encabat!es va inscriure a l'Escola lliure de ciències polítiques per preparar una llicenciatura de dret.
Claudel, segons deia, es banyava, com tots els joves de la seva edat, al bany materialista del cientisme de l'època. Es va convertir al catolicisme, religió de la seva infantesa, assistint com a curiós als vespres a Notre-Dame de París el 25 de desembre de 1886, dia de Nadal. «Era dempeus, a prop del segon pilar, a la dreta, del costat de la sagristia. Els nens de la coral estaven cantant el que més tard coneixeria, el Magnificat. En un instant el meu cor va quedar tocat i jo vaig creure. Jo vaig creure, amb una tal força d'adhesió […] que, des d'aleshores, tots els llibres, tots els raonaments, totes les casualitats d'una vida agitada, no han pogut sacsejar la meva fe, ni de fet, tocar-la.»

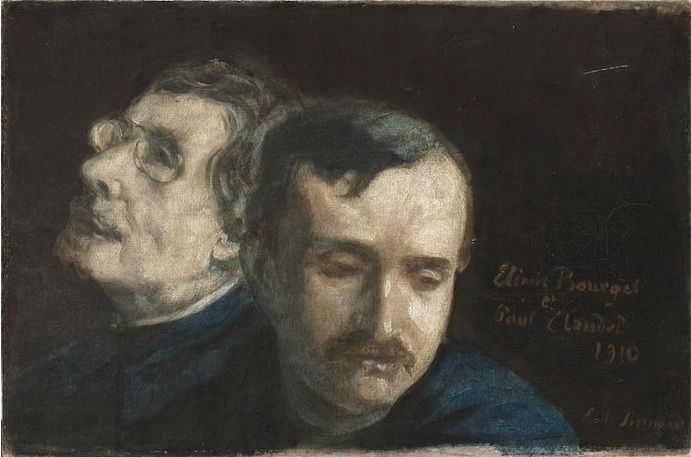
Émile Bernard: Doble retrat de Paul Claudel i dÉlémir Bourges (1910, Museu d'Orsay)

A la mateixa època, descobreix les Il·luminacions, poemari d'Arthur Rimbaud, la lectura del qual serà per a ell determinant. La influència del que ell anomenava el «místic en estat salvatge» és sobretot manifest a Tête d'or, una de les seves primeres peces de teatre.

### El diplomàtic
Passada la primera intenció d'entrar en un orde religiós, que reprendrà més tard, va entrar a la carrera diplomàtica francesa l'any 1893. El seu primer càrrec va ser de primer vicecònsol a Nova York, i després a Boston. Va ser nomenat cònsol a Xangai l'any 1895. Llavors té el suport del secretari general del Quai d'Orsay, Philippe Berthelot.
Amb 32 anys, l'any 1900, vol posar fi a la seva carrera diplomàtica per convertir-se en monjo benedictí, i es postula a l'abadia de Saint-Martin de Ligugé. Els superiors del monestir no l'admetran com a monjo, però l'any 1905 esdevindrà oblat d'aquesta mateixa abadia.
De tornada a la Xina, prossegueix la seva carrera diplomàtica, i després d'haver estat cònsol a Xangai (1895), és vicecònsol a Fuzhou, 1900, a continuació cònsol a Tientsin, 1906-1909). Després cònsol a Praga (1909) Frankfurt (1911) i Hamburg (1913), abans de ser nomenat ministre plenipotenciari a Rio de Janeiro (1916) i a Copenhaguen (1920). És ambaixador a Tòquio (1922), a Washington (1928), i a continuació a Brussel·les (1933), on acaba la seva carrera diplomàtica l'any 1936.

### L'escriptor compromès
Claudel s'instal·la llavors definitivament al castell de Brangues, a l'Isèra, que havia adquirit l'any 1927 per passar-hi l'estiu. El treball literari, portat fins llavors paral·lelament a la seva carrera diplomàtica, ocupa des d'aleshores la part més gran de la seva existència. Rep a Brangues diversos personatges il·lustres: polítics com el president Édouard Herriot, o escriptors com François Mauriac.

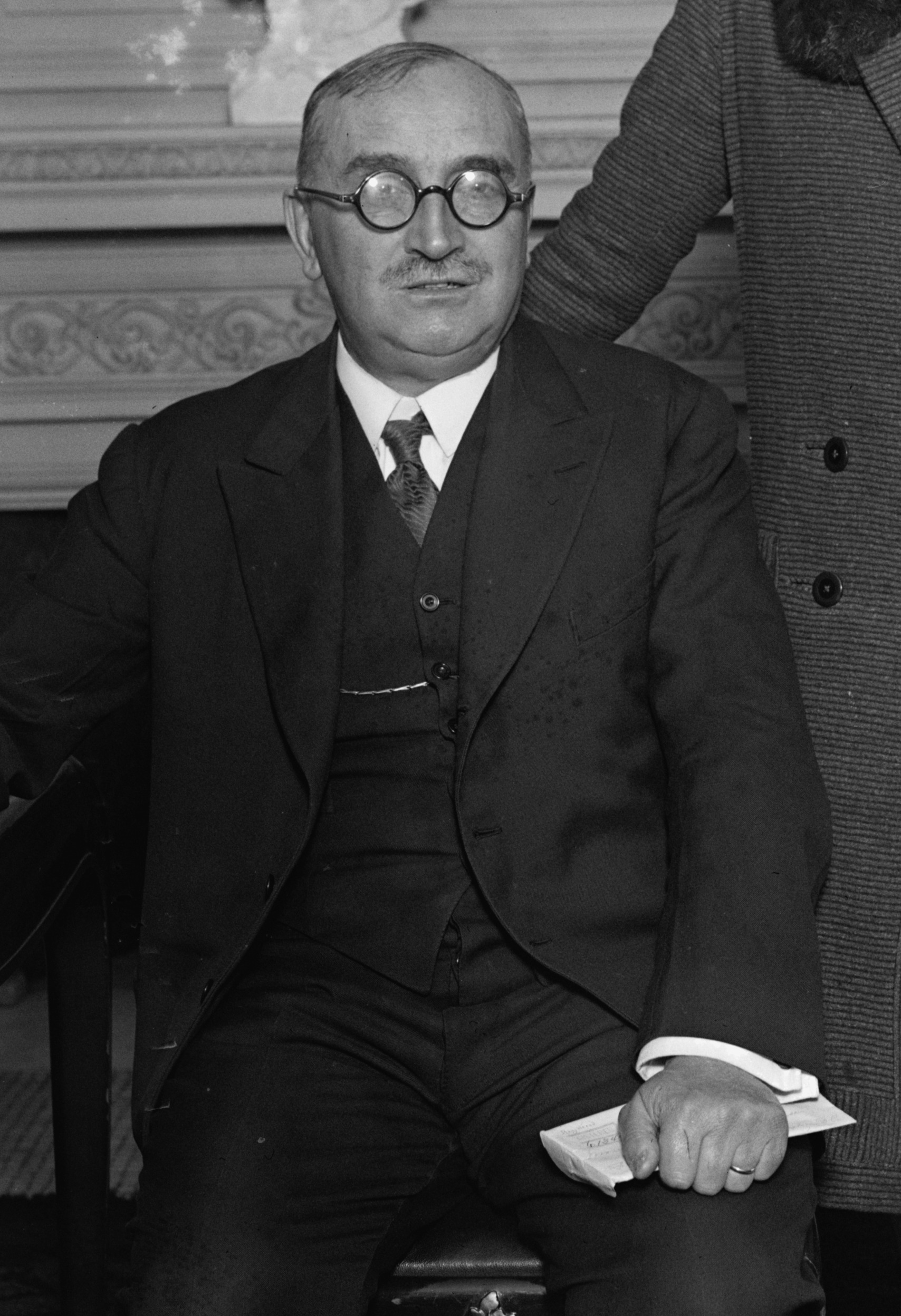
Claudel l'any 1927

Georges Clemenceau, aficionat a la literatura i ell mateix escriptor, ha deixat aquesta severa apreciació de la prosa de Claudel: 
| « | Primer vaig pensar que era un carburador i després vaig llegir algunes pàgines, i no, no carbura. Es tracta d'una espècie de bogeria que un meridional voldria mirar profundament... | » |

L'any 1934, el que escriu a continuació recita l'elogi fúnebre per al seu amic, l'antic secretari general del Quai d'Orsay, Philippe Berthelot.
Durant la Guerra Civil d'Espanya, Claudel va donar el seu suport als franquistes. Geneviève Dreyfus-Armand escriu: «Paul Claudel, l'estatus de diplomàtic del qual obligava sens dubte a ser reservat, va sortir no obstant d'aquesta discreció al maig de 1937 escrivint un poema dedicat «als màrtirs espanyols» morts a causa de la seva fe. Aquest poema va servir de prefaci a l'obra del català Joan Estelrich, La persecució religiosa a Espanya, publicat a París l'any 1937 per denunciar les violències anticlericals. François Mauriac va reprotxar Claudel de no haver escrit un sol vers per als «milers i milers d'ànimes cristianes que els caps de l'Exèrcit Sant […] han introduït a l'eternitat». L'autor afegeix que Bernanos li va respondre publicant Els grans cementiris sota la lluna i precisa a més que Claudel va signar el «Manifest als intel·lectuals espanyols» del 10 de desembre de 1937, publicat a la revista de propaganda franquista Occident, dirigida per Estelrich.
Claudel, d'altra banda, va rebutjar d'unir-se al Comitè francès per a la pau civil i religiosa a Espanya promogut per Jacques Maritain.
Enzo Traverso va més lluny escrivint : «Per la seva banda, el món catòlic ha deixat de ser un bloc conservador: es divideix entre una dreta que, sobretot a causa de la guerra civil espanyola, es fa feixista –n'hi ha prou amb pensar en els poemes de Paul Claudel a la glòria de Franco–, i una «esquerra», en el sentit topològic del terme, que reconeix la legitimitat de l'antifeixisme.»
Traumatitzats per la violència franquista, François Mauriac i Georges Bernanos adopten una posició de suport o de neutralitat respecte a la República, tant a Espanya com a França. L'any 1938, Claudel entra al consell d'administració de la Societat dels Motors Gnom i Roine, gràcies a la benevolència del seu director, Paul-Louis Weiller, mecenes i protector de molts artistes (Jean Cocteau, Paul Valéry, André Malraux). Aquest lloc, ben retribuït, li suposarà crítiques, a la vegada per l'estatus social i l'import dels emoluments que en treu, però també pel fet que en el transcurs de la Segona Guerra Mundial, aquesta empresa de mecànica participa en l'esforç de guerra alemany durant l'Ocupació.
Segons el setmanal reialista L'Indépendance française, citat pel Dictionnaire des girouettes «sense cap necessitat i sense cap treball, simplement per haver assistit sis vegades al Consell d'administració, ha tocat 675.000 francs. Beneficis de guerra, beneficis de la guerra alemanya». A partir de 1940, Paul-Louis Weiller, jueu, és privat de la nacionalitat francesa.

### Les indecisions davant la Segona Guerra Mundial
Entristit pel començament de la guerra, i sobretot per la invasió de Polònia, en el transcurs d'un mes de setembre de 1939 que jutja d'altra banda «meravellós», Claudel és inicialment poc convençut del perill que representa l'Alemanya nazi. El preocupa més la poderosa Rússia, que representa segons ell una «infame canalla comunista».
L'any 1940, queda decebut per la derrota de França però es alleujat amb els plens poders conferits pels diputats a Pétain.
Erigint en el seu Journal un «estat de França el 6 de juliol de 1940», posa en el passiu la subjecció de França a Alemanya, l'enemista amb Anglaterra «que només és la nostra esperança eventual» i la presència al govern de Pierre Laval, que no inspira confiança. A l'actiu, posa l'esgotament d'Alemanya i d'Itàlia, el guany de forces d'Anglaterra i un canvi ideològic que descriu com segueix: «França és lliurada després de seixanta anys de jou del partit radical i anticatòlic (professors, advocats, jueus, francmaçons). El nou govern invoca Déu i lliura la Gran Cartoixa als religiosos. Esperança de ser deslliurat del sufragi universal i del parlamentarisme; així com del domini malvat i imbècil dels professors que en el moment de l'última guerra s'han cobert de vergonya. Restauració de l'autoritat» (El que concerneix els professors és un eco d'una conversa de Claudel amb el general Édouard Corniglion-Molinier i Antoine de Saint-Exupéry, que, segons Claudel, li havien parlat «de l'enrenou de les tropes franceses, els oficials (els professors reservistes "retorcedint" els primers).
El 24 de setembre de 1940, Claudel va més lluny encara: «El meu consol és veure la fi d'aquest immund règim parlamentari que, des de fa anys, devorava França com un càncer generalitzat. S'ha acabat […] la immunda tirania dels bistrots, dels francmaçons, dels estrangers, dels peons i dels professors. Cal recordar que Bernanos havia fustigat Pétain des de juny 1940.

Tanmateix, l'espectacle de la col·laboració amb Alemanya el fastigueja aviat. El novembre de 1940, anota al mateix Journal: «Article monstruós del cardinal Baudrillart a La Croix convidant-nos a col·laborar 
| « | amb la gran i poderosa Alemanya | » |

 i fent brillar als nostres ulls els profits econòmics que som cridats a treure'n! Fernand Laurent a Le Jour declara que el deure dels catòlics és fer pinya al voltant de Laval i de Hitler. Els catòlics de l'espècie ben-pensant són sense cap dubte repugnants de bestiesa i de covardia».
A Le Figaro del 10 de maig de 1941, publica encara Paroles au Maréchal (conegudes normalment com l'Ode à Pétain) que sovint li són atribuïdes. La peroració és: «França, escolta aquest vell home sobre tu que s'inclina i que et parla com un pare/ Filla de sant Lluís, escolta'l! i dius, en tens prou ara de la política?/ Escolta aquesta veu raonable sobre tu que proposa i que explica.» Henri Guillemin, crítica catòlica i gran admiradora de Claudel però no sospitosa de simpatia cap als petainistes, va explicar que en una entrevista de 1942, Claudel li va explicar les seves adulacions a Pétain per l'aprovació d'una part de la seva política (lluita contra l'alcoholisme, suport a les escoles lliures), la ingenuïtat cap a les garanties que Pétain li hauria donat d'escombrar Laval i finalment l'esperança d'obtenir protecció pel seu amic Paul-Louis Weiller i subvencions a les representacions de l'Annonce faite à Marie. A partir d'agost 1941, el Journal ja només parla de Pétain amb menyspreu.
A Le Figaro del 23 de desembre de 1944, publica Un poema al general de Gaulle que havia recitat en el transcurs d'una matinal del Teatre Francès consagrada als «Poetes de la Resistència».

### La consagració
Claudel va dur a terme una constant meditació sobre la paraula, que comença amb el seu teatre i segueix amb una prosa poètica molt personal, que desclou al final de la seva vida amb una exegesi bíblica original. Aquesta exegesi s'inspira en l'obra de l'Abat Tardif de Moidrey (de la qual ell va reeditar el comentari del Llibre de Ruth), però també d'Ernest Hello.

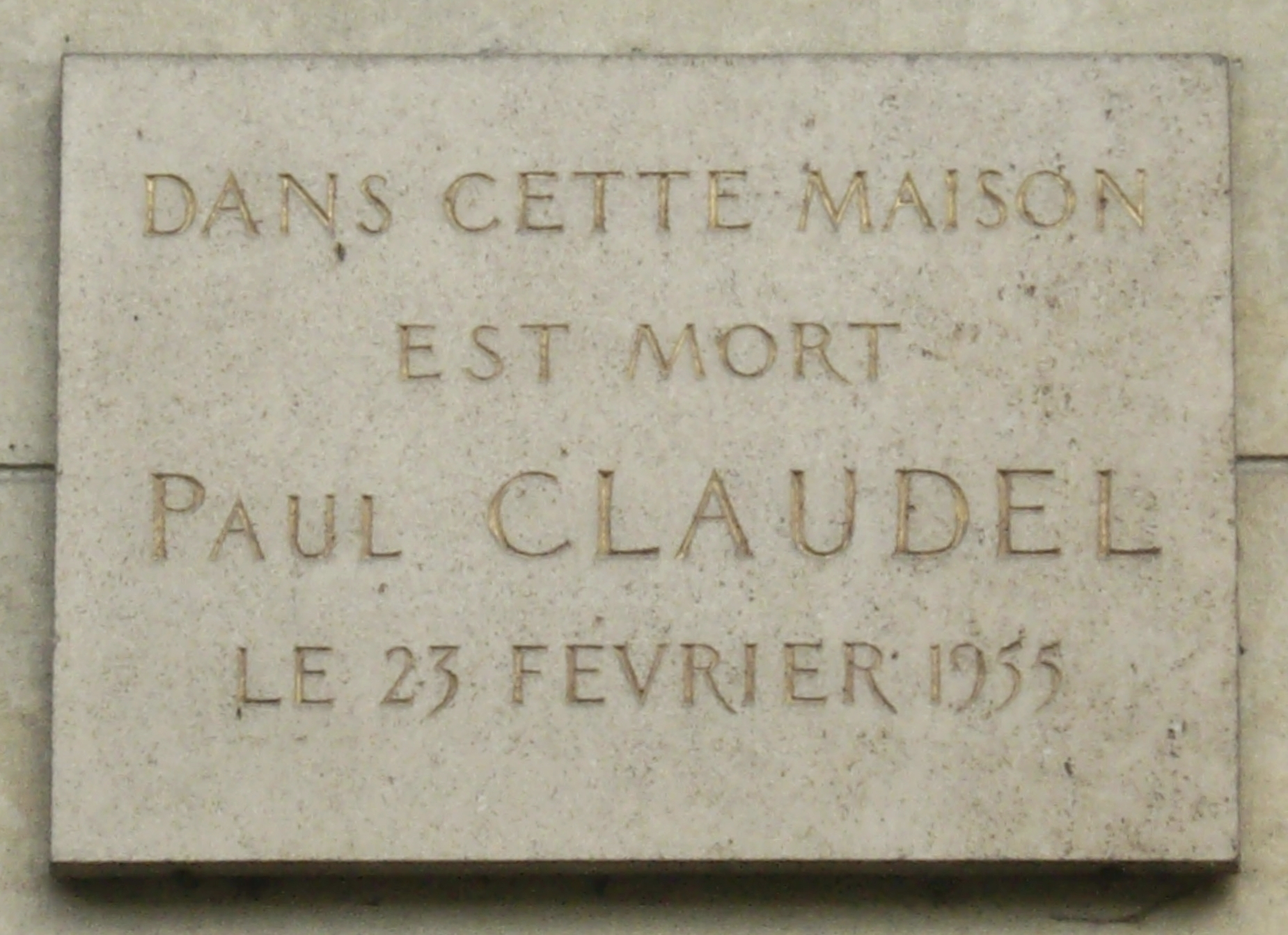
Placa commemorativa al boulevard Lannes, 11, on va morir Paul Claudel.

Claudel s'inscriu així a la tradició patrística del comentari relatiu a les sagrades escriptures, que poc a poc s'havia perdut amb l'escolàstica i que ha estat represa al segle xix per aquests dos autors, abans de tornar al centre de l'escena teològica amb el cardenal Jean Daniélou i Henri de Lubac. La seva fe catòlica és essencial en la seva obra que cantarà la creació: «De la mateixa manera que Déu ha dit les coses que són, el poeta repeteix les que són». Aquesta comunió de Claudel amb Déu ha donat així naixement a prop de quatre mil pàgines de textos. Hi professa una autèntica col·laboració entre Déu i les seves criatures, el seu misteri i la seva dramatúrgia, com a Le soulier de satin i L'Annonce faite à Marie.

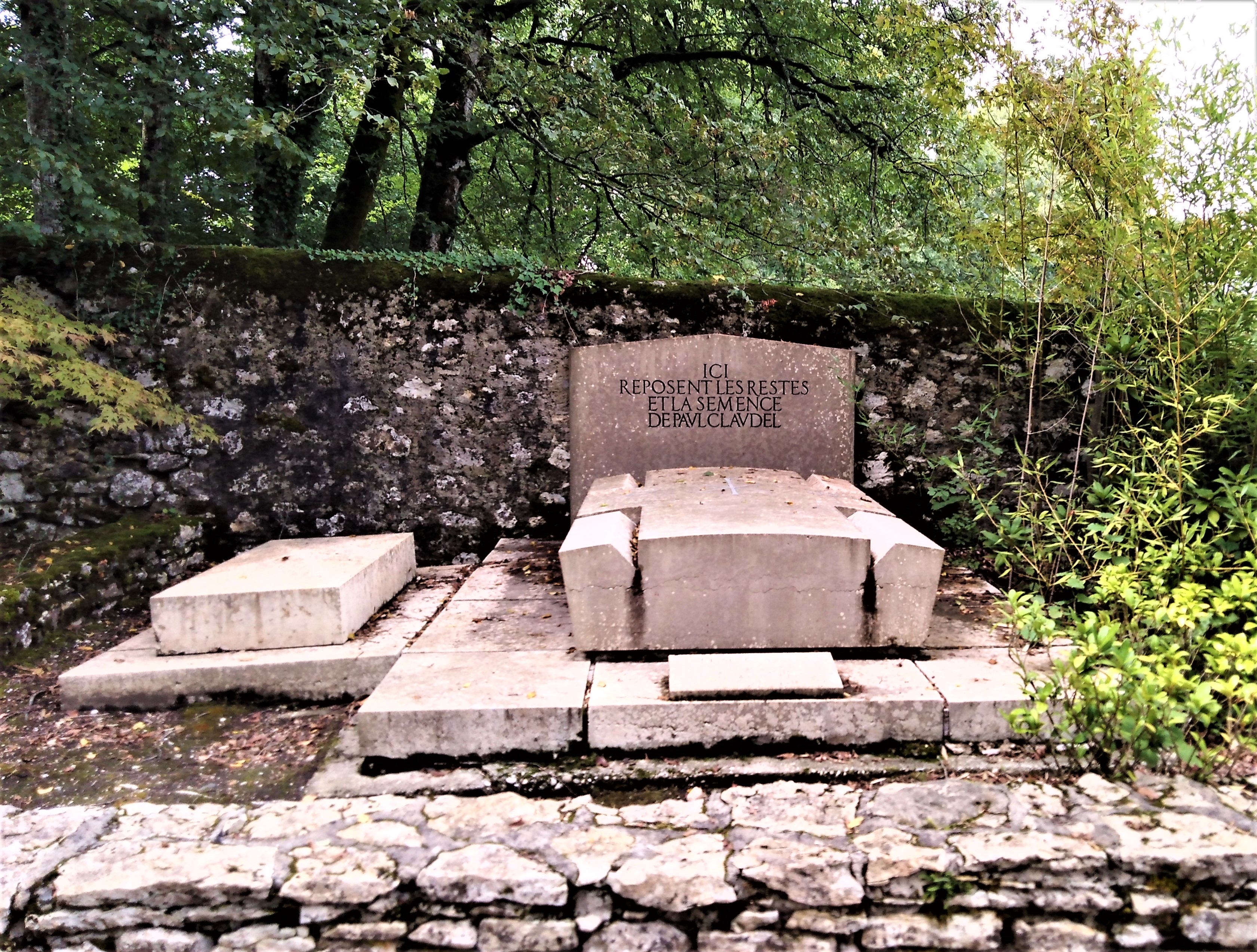
Tomba de Paul Claudel a Brangues

Amb Maurici Garçon, Charles de Chambrun, Marcel Pagnol, Jules Romans i Henri Mondor, és una de les sis personalitats elegides el 4 d'abril de 1946 a l'Acadèmia Francesa en la segona elecció agrupada d'aquell any, pretenent omplir les molt nombroses places vacants deixades durant el període de l'Ocupació.
És rebut a l'Acadèmia Francesa el 13 de març de 1947 per François Mauriac, a la butaca de Louis Gillet.
De 1948 a 1955 presideix l'Associació França Estats Units.
De 1953 a 1955 participa en la revista literària de Jean-Marc Langlois-Berthelot i Jean-Marc Montguerre, L'Échauguette.
Va ser membre del Comitès ML d'honor del Centre cultural internacional de Royaumont.
Mor el 23 de febrer de 1955 a París, al número 11 del Boulevard Lannes, a l'edat de 86 anys. És enterrat al parc del castell de Brangues; la seva tomba porta l'epitafi : «Aquí descansen les restes i la llavor de Paul Claudel. (Cal probablement llegir la paraula «llavor» a la llum de la doctrina de la resurrecció de la carn: al final dels temps, en la tornada gloriosa del Crist, els morts ressuscitaran; les restes humanes són així la llavor de la carn transfigurada que serà la de la resurrecció. D'aquí la importància de la sepultura a la religió cristiana, i les reticències enfront de la incineració per exemple).
El treball d'edició i anotació del seu Journal és realitzat després de la seva mort pel seu amic François Varillon, prevere jesuïta i teòleg, i per Jacques Petit, a la biblioteca de la Pléiade.

### L'exegesi religiosa
Es pot passar també per l'exegesi religiosa, a la qual Claudel ha consagrat gairebé tota la seva vida. Per a ell, la fe no és només persistència a la seva crítica sobre l'art, sinó més aviat un aliment per al seu esperit i la seva ànima. Consagra diversos articles a aquest tema: Vidrieres de les Catedrals de França, la Catedral d'Estrasburg, l'Art i la Fe, l'Art Religiós, etc. Il·lumina l'esperit religiós per tot arreu on pot. És la seva manera d'expressar la meditació sobre la seva intimitat d'home i de creient. Ens confia fins i tot de vegades la seva fe per ajudar a comprendre els seus textos. La Bíblia és percebuda com una obra poètica per Claudel, que l'impulsa a interrogar i a comentar els quadres amb un estil que de vegades se n'inspira
Busca tota la seva vida una enunciació intel·ligible i significant. S'opera en l'atenció a l'orador, i deslligant sintaxi i alè: pot anar fins a proposar un silenci al mig d'una frase, fins i tot al mig d'una paraula o al mig d'una síl·laba o d'un fonema. Per exemple, a la resposta esmolada de Don Camille a Prouhèze a 'Le soulier de Satin': «I tanmateix que diable m'ha fet, us demano, si no està sola?», marca un sospir al mig de la paraula us (vous en francès). Altres principis expressius: accentuar sobre les consonants i menys sobre les vocals, posar una inflexió en començament del vers i acabar-ho amb una lleugera atenuació de veu. En la seva relació amb l'actor, el sentit no és en l'escrit, sinó surt del treball vocal del que parla. Aquest treball, a diferència de la versificació clàssica, no és prèviament fixat, és el que parla qui marca la seva escola.

## Amors de Paul Claudel
Paul Claudel va tenir una relació amb Rosalie Ścibor-Rylska, d'origen polonès, esposa de Francis Vetch, empresàri i home de negocis sense escrúpols. La va conèixer l'any 1900 al vaixell que la portà amb el seu marit cap a la Xina, i hi va tenir una filla, Louise Vetch (1905-1996), compositora i cantant. Rosalie Vetch inspira el personatge d'Ysé a Partage de midi i el de Prouhèze a Le Soulier de satin. Rosalie Vetch és enterrada a Vézelay, on la seva tomba porta aquest vers del poeta : «Només la rosa és prou fràgil per expressar l'eternitat», vers extret de Cent phrases pour éventails.

## La declamació
Com a poeta, Claudel dona una gran atenció a la dicció, a l'enunciació o a la declamació, reclamant-les com els atributs del domini net d'escriptor. En una correspondència al seu amic Édouard Bourdet, va escriure:
| « | Mai admetré que la música associada a un text poètic depengui exclusivament de l'elecció del director. En realitat, és una emanació del text i és l'autor qui ha de ser responsable tant de l'un com de l'altre. | » |

## Família
Paul Claudel es casa a Lió el 14 de març de 1906 amb Reine Sainte-Marie-Perrin (1880-1973), filla de Louis Sainte-Marie Perrin, arquitecte de Notre-Dame de Fourvière. La parella embarca tres dies més tard cap a la Xina, on Claudel és cònsol a Tianjin. Tenen cinc fills: Marie (1907-1981), Pierre (1908-1979), Reine (1910-2007), Henri (1912-2016) i Renée (1917).
El setembre del 1913, l'escultora Camille Claudel, germana de Paul (i antiga amant d'Auguste Rodin), és internada en un hospital psiquiàtric a Mondevergues (Montfavet - Vaucluse) a petició de la família i a instàncies del seu germà Paul, que decideix actuar immediatament després de la mort del seu pare. En trenta anys d'hospitalització, Paul Claudel només va anar a veure la seva germana dotze vegades. En la retrospectiva que li van dedicar l'any 1934, alguns testimonis van manifestar que Paul Claudel no vol que se sàpiga que té una germana boja. A la mort d'aquesta, l'any 1943, Paul Claudel no es desplaça: Camille és inhumada al cementiri de Montfavet acompanyada només del personal de l'hospital. Anys més tard, les seves restes són traslladades a una fossa comuna perquè ni Paul ni els membres de la família Claudel havien proposat cap sepultura.
L'antic presbiteri on va néixer es va convertir en la Casa de Camille i de Paul Claudel, exponent de les obres de Camille i dels documents inèdits sobre Paul Claudel.

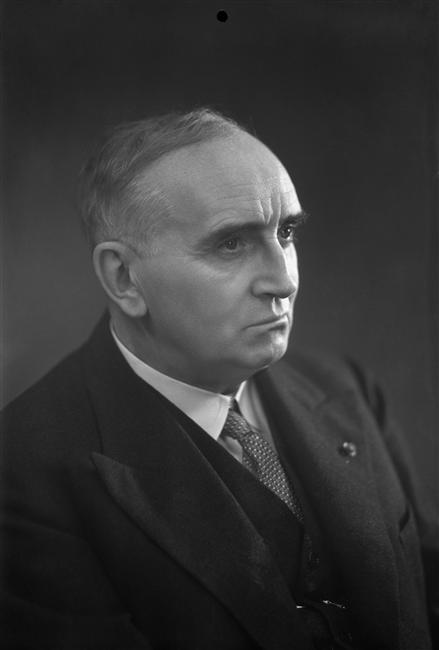
Paul Claudel l'any 1936 (foto studio Harcourt)

## Obra dramàtica
- 1890, Tête d'or (primera versió)
- 1892, La Jeune Fille Violaine (primera versió)
- 1893, La Ville (primera versió)
- 1894, L'Échange et Tête d'Or (segona versió)
- 1901, La Jeune Fille Violaine (segona versió)
- 1901, Le Repos du septième jour
- 1906, Partage de midi, drama (primera versió)
- 1911, L'Otage, drama en tres actes
- 1912, L'Annonce faite à Marie
- 1917, L'Ours et la Lune
- 1918, Le Pain dur, drama en tres actes
- 1919, Les Choéphores d'Eschyle
- 1920, Le Père humilié, drama en quatre actes
- 1920, Les Euménides d'Eschyle
- 1920, Protée, drama satíric en dos actes (primera versió)
- 1927, Sous le rempart d'Athènes, amb música de Germaine Tailleferre[46]
- 1929, Le Soulier de satin ou Le pire n'est pas toujours sûr, acció espanyola en quatre jornades
- 1933, Le Livre de Christophe Colomb, drama líric en dues parts
- 1939, Jeanne d'Arc au bûcher
- 1939, La Sagesse ou la Parabole du destin
- 1942, L'Histoire de Tobie et de Sara, moralitat en tres actes
- 1949, Protée, drama satíric en dos actes (segona versió)
- 1948, Partage de midi, drama (primera versió)

## Traduccions al català
- L'anunciació a Maria, traducció de Ferran Canyameres i Joan Oliver, "Biblioteca Raixa", Editorial Moll, Palma, 1958.
- L'intercanvi, traducció de Jordi Sarsanedas, Col·lecció Els Textos del Centre Dramàtic, Barcelona, 1987.
- La bona nova a Maria, traducció de Joan Fuster, representada l'11 d'octubre de 1952 a Sueca, amb motiu de les Festes de la Coronació de la Mare de Déu de Sales. Text editat en el llibre: Joan Fuster, Les idees religioses i l'existencialisme en el teatre modern i Paul Claudel, La bona nova a Maria, traducció de Joan Fuster. Introducció de Francesc Pérez i Moragón, edició a cura de Francesc Pérez i Moragón i Santi Vallés Editorial Denes, Paiporta, 2014.